# Барсуки (Меленковский район)
Барсуки — деревня в Меленковском районе Владимирской области России, входит в состав Денятинского сельского поселения.

## География
Деревня расположена в 10 км на запад от центра поселения села Денятино и в 24 км на север от города Меленки.

## История
После Великой Отечественной войны деревня входила в состав Левинского сельсовета Меленковского района, с 2005 года — в составе Денятинского сельского поселения. 

## Население
| 2002 | 2010 | 2021 |
| ---- | ---- | ---- |
| 7    | ↘4   | ↘3   |